# Стакина чешма
Стакина чешма (на македонска литературна норма: Стакина чешма) е антично селище от римската епоха или крайградски римски вили, свързани с античното селище Хисар над град Валандово, Северна Македония.
Стакина чешма се намира на 50 m южно от центъра на града, от двете страни на суходолицата, която се спуска към Анската река. Во 1973/74 година Републиканският институт за защита на паметниците на културата под ръководството на Живоин Винчич извършва защитни разкопки, при които са открити шест помещения с подови мозайки. В едно от тях е открита мраморна баня. От 1987 до 1990 година проучвания на обекта прави Музеят на Македония. Открити са още четири нови помещения с подови мозайки, обработени в опус сектиле и опус тесалатум, както и полукръгъл басейн с мраморни плочки. Зидовите са градени от кършен камък и варов хоросан. Границите на обекта не са дефинирани. Подвижните находки са предимно фрагменти от керамични съдове и лампи, а след тях предмети от бронз и желязо. Открити са монети от Лициний, Константин I и Констанций II. Обектът е голям – може би палат, изграден в късния III или ранния IV век, част от комплекса луксозни сгради, констатирани в самия град Валандово.
Разкопките продължават в началото на XXI век с ръководител Мила Шурбаноска от Музея на Македония.